# TheサンデーNEXT
『TheサンデーNEXT』（ざさんでーねくすと）は、日本テレビ系列（NNS加盟局）で、2008年10月5日から2011年3月27日まで、毎週日曜8:00 - 9:30（JST）に生放送された情報番組である。新聞上では、「ザ・サンデーNEXT」と表記されていた。

## 概要
1989年10月1日から19年間続いた『The・サンデー』を放送時間を25分縮小（正確には13年ぶりに番組立ち上げ当初の放送時間に戻したとも言える）、リニューアルしてスタートした。これに合わせて、音声モードもモノラルからステレオに変更した。
内容は前身時代の晩年期よりも報道色を強め、また心温まるヒューマンドラマも放送されている。また、当初スポーツコーナーは固定されていなかったが、途中からは後述のコーナーを設けて1週間のスポーツ情報を紹介していた。
2011年3月27日を以って本番組は終了し、1989年10月に中村敦夫の総合司会で始まった『The・サンデー』を含め通算21年6か月の歴史に幕を下ろした。番組終了時点では本番組が徳光和夫の地上波テレビにおける唯一の総合司会でのレギュラー番組（コメンテーターでの出演を含めても同局系列の『DON!』と本番組のみ）となっていたが、同じく3月25日でコメンテーター出演していた『DON!』も終了したことから、徳光の地上波テレビにおけるレギュラー番組は一旦消滅し、2015年4月にテレビ朝日で『路線バスで寄り道の旅』がレギュラー放送開始するまで4年も期間を要することとなった。
最終回のラストでは徳光より後継番組『シューイチ』並びに総合司会の1人である中山秀征の紹介が行われた。
翌週である4月3日から『シューイチ』（日曜版）が開始。

## 出演者

### 総合司会
- 徳光和夫（フリーアナウンサー、元日本テレビアナウンサー）
- 佐藤良子（日本テレビアナウンサー）

### コメンテーター
- 東国原英夫
- 北村晴男（弁護士）：2010年8月15日放送分は、夏休みの徳光に代わって司会を担当。
- 萩谷麻衣子（弁護士）
- 森永卓郎（経済アナリスト）：がっちりマンデー!!（TBS）ではレギュラーゲストとして出演。
- 荻原博子（経済ジャーナリスト）
- 渡邉美樹（ワタミ創業者）
- 三宅久之（政治評論家）
- 奥村愛（ヴァイオリニスト）
- パンツェッタ・ジローラモ
- スザンヌ
- SHELLY
- 中野裕太

### リポーター
- 國友真由美

### 過去の出演者
- 準レギュラー
  - 磯野貴理（現在：磯野貴理子）
  - 国生さゆり
  - 柴田理恵
  - 香坂みゆき

※「視聴者代表」的ポジションで出演していたが、開始1か月程で廃止。
- ゲストコメンテーター
  - 森下千里
  - 東尾理子
  - 優木まおみ
  - つるの剛士
  - 田宮榮一（元警視庁捜査一課長）
  - 大道典嘉（元読売ジャイアンツ）
  - 都並敏史（サッカー解説者、元サッカー日本代表）
  - 藤田紀子（元大相撲・藤島部屋女将）
  - 渡辺実（まちづくり計画研究所所長）

## 放送時間
（以下、JST）
- 2008年10月5日 - ：日曜朝8:00 - 9:30

原則『24時間テレビ 「愛は地球を救う」』、及び『新春スポーツスペシャル箱根駅伝』と重なる日は休止し、その次の週に『24時間テレビ』や駅伝の舞台裏を特集することが多い。
短縮放送
- 2010年2月14日 朝8:00 - 9:00（バンクーバーオリンピック「女子モーグル予選&決勝」のため）
- 2010年2月28日 朝8:00 - 9:00（東京マラソン2010のため）

## コーナー

### 番組終了時点
- 今週のラインナップ
  - 2009年12月頃より。放送する内容を総合司会の後ろにある大画面モニターで紹介。紹介されていない内容を放送する場合もある。放送内容により紹介なしのときもある。
- 衝撃!The Week（1週間の衝撃的な出来事を紹介する。）→ノムさんの今週のぼやき節（聞き手：町亞聖）
  - 2009年3月15日よりスタート。2009年12月ごろからスポーツ1週間として、様々なスポーツ（祭りなどのイベントも含まれる）の情報を紹介となっている。さらに、2010年2月21日放送分（2月28日休止）からは野村克也による「ノムさんの今週のぼやき節」としてリニューアルした。正式コーナー名は、2010年3月7日放送分にて野村から決められ、この日の放送で、レギュラー放送されることも伝えられ、野村は困惑して「しょうがないな。」と思うも出演に応じた。2010年2月21日放送分は収録用に使用したスタジオだったが、2010年3月7日放送分から忙しいためか車で移動しながら進行している。野球の話題の際、選手または監督時代のエピソードを話すこともある。2010年4月からコーナー後半にプロ野球の珍・好プレーの映像を見ながら解説する「ぼやきたおし」が開始。終盤では、スポーツ以外の政治・芸能などに関する話題も解説する。2010年5月16日放送分では、「重病説」が報道され、本人不在により総集編を放送。5月23日放送分では、重病説情報第2弾を伝えた。5月30日放送分では、重病説情報第3弾と板東英二・松村邦洋の2人が代理出演してコーナーを放送。松村は、それぞれの話題でものまね（野球（野村克也、掛布雅之、板東英二、川藤幸三、達川光男）・大相撲（貴乃花親方）・政治（麻生元首相、安倍元首相））をしながら進行した。 2010年6月13日放送分で、野村がコーナーに復帰した。2010年9月から「徳光のボヤキ返し」が開始され、VTRの後に野村の発言に対し一言を言う。2010年10月から野村独自の顔相学、今週の差し入れ（お菓子、ケーキなど）、恋愛相談（11月28日放送分から）なども行われている。
- ケーザイNEXT
  - 2009年8月16日より。不況に負けずと大儲けしているビジネスを紹介する。元々は、不況の中絶好調の企業や会社を取材する企画だった。また、2010年1月頃から開始の地元の儲かりグルメの紹介が好評企画となっている。コーナー開始直後のオープニングタイトルCGは2010年2月で廃止。2011年1月16日からは、街のケーザイを徹底的に調査する「とことん!街マネ￥調査隊」が開始。餃子の王将の新人研修を放送した。
- 毒光対談
  - 2009年10月頃より。徳光が口先庵で、有名人と対談をする。嵐、鳩山幸、船越英一郎、中山美穂、吉永小百合、島田紳助、市原隼人、渡辺謙、大野智（嵐）、6代目三遊亭円楽、中井貴一、山口達也、吉川晃司、小栗旬、向井理、木村多江、桂歌丸、綾瀬はるか、大沢たかお、宮藤官九郎、堺雅人、二宮和也（嵐）、唐沢寿明らと対談。
- 朝イチ速報ニュース（エンディング直前）
  - 2010年6月頃より。最新のニュースを伝える。
- 今週のはてなワード 日曜なるほどNews塾
  - 2010年10月10日スタート。大画面モニターを使い、コメンテーターがニュースに出ている用語について詳しく説明する。コーナーとして開始する前にも大画面モニターを使い、出来事について詳しく説明したことがある。
- 今週のけしからん!ニュース
  - 2010年10月24日スタート。北村春男が世の中のけしからんニュースに注目、さらにその裏にある意外な法律やニュースの内容を「日曜なるほどNews塾」と同じく大画面モニターを使い、を詳しく解説する。VTR中のコーナー名テロップ表示は、北村の「けしからん!」となっている。
- 大相撲八百長問題座談会
  - 2011年2月6日から大相撲八百長問題について評論家、タレントらが話し合う。
  - 第1弾（龍虎（元小結・タレント）、ヨネスケ（落語家・タレント）、原和男（元日本テレビアナウンサー、大相撲評論家、東京相撲記者クラブ会友））
  - 第2弾（林家ぺー（落語家・タレント）、どす恋花子（大相撲ライター）、はなわ（お笑い芸人）、杉山邦博（元NHKアナウンサー、大相撲評論家、東京相撲記者クラブ会友））
  - 第3弾（杉山邦博、維新力（元十両）、長田渚左（スポーツジャーナリスト））

### 過去
- 週刊!あんぐリラ 
  - 2008年10月19日より1週間の出来事から怒りのランキングワースト10、のちにワースト5、現在ではワースト3を発表、VTR後に出演者が怒りの度合いを判定する。
  - 今週のあんぐりらー　特に気になった怒りの出来事を紹介
  - 今週のTHEあんぐり　怒りではなくあんぐりとしてしまう出来事を紹介
- 純ちゃん太郎くんの今週の視察
  - ザ・ニュースペーパーの小泉純一郎（松下アキラ）と麻生太郎（福本ヒデ）の2人が話題の現場を視察する。2009年1月4日放送は、番組のほとんどを箱根駅伝のニュースに費やした。
- 和夫&晴男今週のスポーツ
  - 2009年1月17日より。徳光和夫と北村晴男の2人を中心にコメンテーターも交えて、スポーツのVTRを見ながら様々な意見を言う。1月31日放送からは、今週のスポーツMVPを決めている。
- ヨシコが行く
  - 2009年8月頃より。佐藤良子アナが、かっぽう着を着て、気になることを取材した。

### 特別版
- 2009年5月30日（土曜日、一部地域で遅れ放送となった。）に、『サンデーNEXT特別版 徳光&森永が食って迫る不況を笑うスゴい会社裏側映像ベスト7』が放送された。「ケーザイNEXT」の約60分の拡大放送。
- 2011年3月13日放送分は、全編CMなしで東日本大震災の情報を報道フロアから伝える特別放送（実質報道特別番組扱い）。

## テーマソング
- 2008年10月5日 - 2011年3月27日 作曲：澤野弘之

日本テレビ開局55周年を記念して発売されたアルバム「ベスト・ヒット! 日テレ55 [日テレ・スタンダード]」に収録されている。
- 2017年11月22日、『日本テレビ音楽 ミュージックライブラリー～番組BGM03』として澤野氏が作曲を手掛けたテーマソング含む全13曲が収録されたアルバムが発売された。

### エンディングテーマ
2ヶ月ごとに変わる。
- 2011年2月6日 - 3月27日「Dearest」SING LIKE TALKING
- 2010年12月5日 - 2011年1月30日「好きだから」Lily.
- 2010年10月3日 - 11月28日「新しい明日へ」つるの剛士
- 2010年8月1日 - 9月26日 「指環」SPEED
- 2010年6月13日 - 7月25日 「樹海の月」（アルバム「樹海の月」収録曲）lela
- 2010年4月4日 - 5月30日 「喜びの種」（アルバム「エガオノタネ」収録曲）GRAND COLOR STONE
- 2010年2月7日 - 3月28日 「笑っているよ」石塚英彦
- 2009年12月6日 - 2010年1月31日「大好きだよ」川嶋あい
- 2009年10月4日 - 11月29日「ThanX 2 U」（アルバム「Truth」収録曲）詩音
- 2009年8月2日 - 9月27日「夏の夢」中孝介
- 2009年6月7日 - 7月26日「if」GIRL NEXT DOOR
- 2009年4月5日 - 5月31日「Free」（シングル「僕が僕であるために」のカップリング）中村あゆみ
- 2009年2月1日 - 3月25日「アイノコトバ」愛内里菜
- 2008年12月7日 - 2009年1月25日「Hello my sunshine」高岡亜衣
- 2008年10月5日 - 11月30日「Everyday」w-inds.

## ネット局
| 放送対象地域   | 放送局                                     | 系列                          | 放送曜日・時間   |
| -------------- | ------------------------------------------ | ----------------------------- | ---------------- |
| 関東広域圏     | 日本テレビ (NTV) 『TheサンデーNEXT』制作局 | 日本テレビ系列                | 日曜 8:00 - 9:30 |
| 北海道         | 札幌テレビ (STV)                           | 日本テレビ系列                | 日曜 8:00 - 9:30 |
| 青森県         | 青森放送 (RAB)                             | 日本テレビ系列                | 日曜 8:00 - 9:30 |
| 岩手県         | テレビ岩手 (TVI)                           | 日本テレビ系列                | 日曜 8:00 - 9:30 |
| 宮城県         | ミヤギテレビ (MMT)                         | 日本テレビ系列                | 日曜 8:00 - 9:30 |
| 秋田県         | 秋田放送 (ABS)                             | 日本テレビ系列                | 日曜 8:00 - 9:30 |
| 山形県         | 山形放送 (YBC)                             | 日本テレビ系列                | 日曜 8:00 - 9:30 |
| 福島県         | 福島中央テレビ (FCT)                       | 日本テレビ系列                | 日曜 8:00 - 9:30 |
| 山梨県         | 山梨放送 (YBS)                             | 日本テレビ系列                | 日曜 8:00 - 9:30 |
| 長野県         | テレビ信州 (TSB)                           | 日本テレビ系列                | 日曜 8:00 - 9:30 |
| 新潟県         | テレビ新潟 (TeNY)                          | 日本テレビ系列                | 日曜 8:00 - 9:30 |
| 静岡県         | 静岡第一テレビ (SDT)                       | 日本テレビ系列                | 日曜 8:00 - 9:30 |
| 富山県         | 北日本放送 (KNB)                           | 日本テレビ系列                | 日曜 8:00 - 9:30 |
| 石川県         | テレビ金沢 (KTK)                           | 日本テレビ系列                | 日曜 8:00 - 9:30 |
| 福井県         | 福井放送 (FBC)                             | 日本テレビ系列/テレビ朝日系列 | 日曜 8:00 - 9:30 |
| 中京広域圏     | 中京テレビ (CTV)                           | 日本テレビ系列                | 日曜 8:00 - 9:30 |
| 近畿広域圏     | 読売テレビ (ytv)                           | 日本テレビ系列                | 日曜 8:00 - 9:30 |
| 鳥取県・島根県 | 日本海テレビ (NKT)                         | 日本テレビ系列                | 日曜 8:00 - 9:30 |
| 広島県         | 広島テレビ (HTV)                           | 日本テレビ系列                | 日曜 8:00 - 9:30 |
| 山口県         | 山口放送 (KRY)                             | 日本テレビ系列                | 日曜 8:00 - 9:30 |
| 徳島県         | 四国放送 (JRT)                             | 日本テレビ系列                | 日曜 8:00 - 9:30 |
| 香川県・岡山県 | 西日本放送 (RNC)                           | 日本テレビ系列                | 日曜 8:00 - 9:30 |
| 愛媛県         | 南海放送 (RNB)                             | 日本テレビ系列                | 日曜 8:00 - 9:30 |
| 高知県         | 高知放送 (RKC)                             | 日本テレビ系列                | 日曜 8:00 - 9:30 |
| 福岡県         | 福岡放送 (FBS)                             | 日本テレビ系列                | 日曜 8:00 - 9:30 |
| 長崎県         | 長崎国際テレビ (NIB)                       | 日本テレビ系列                | 日曜 8:00 - 9:30 |
| 熊本県         | くまもと県民テレビ (KKT)                   | 日本テレビ系列                | 日曜 8:00 - 9:30 |
| 大分県         | テレビ大分 (TOS)                           | 日本テレビ系列/フジテレビ系列 | 日曜 8:00 - 9:30 |
| 鹿児島県       | 鹿児島読売テレビ (KYT)                     | 日本テレビ系列                | 日曜 8:00 - 9:30 |

## スタッフ
- 総合演出：大野光浩
- 作家：川島浩司、折戸泰二郎、吉田豪、高橋亜子
- ナレーター：田中一成、むたあきこ、富田耕生、平野義和
- TM：石塚功
- TD：高田憲一、荻野高康、望月達史
- SW：吉田健治、宮崎和久
- LD：木村明、真壁弘、鈴木道隆
- CAM：木藤和久、田代義昭
- MIX：中村一男
- VE：八木一夫、石野太一
- 技術協力：東京オフラインセンター
- 編集・MA：NiTRO、オフィスてら 藤森智史、福井洋、石井康博、柴田義博、木澤浩一
- TK：立石聖美、杉本真知子、木村エリカ
- FM：氣賀澤宏隆
- 音効：山崎恵美（フリー）、本間孝男
- 美術：熊崎真知子、小宮菜々子
- 大道具：峰崎俊輔
- 小道具：進藤雅史
- 電飾：池埜雅史
- 音楽：澤野弘之
- ビジュアル：CRYPTOMERIA 杉江宏憲、熊崎隆人
- デスク：森美紀子、北村佳子
- ディレクター：大矢浩之、松橋晃弘、冨永恵也、橋本淳志、坂谷侑子、西野昇三
- プロデューサー/総括デスク：橋本健司、小泉敏邦、屋良朝健、福永幸哉
- 制作協力：えすと、AX-ON、ナインプレス
- 演出：馬杉光、中嶋真
- AP：町亞聖[注 4]
- プロデューサー：斉山嘉伸
- CP：小谷野俊介（2008年10月5日 - 2009年6月28日まではチーフクリエイター）
- 製作著作：日本テレビ

### 過去のスタッフ
- 監修：財津功
- TM：伊東俊哉
- 美術：高野豊
- ディレクター：鹿山正浩、渡辺照生、清水英則、佐藤裕之、野口勝広
- 演出：町尻具宗
- プロデューサー：尾崎浩行、木下黄太

## 焼肉店映像問題
- 2009年5月31日放送において、池袋の焼肉店「清江苑」の調理場において生肉を床に叩きつける映像が流された。インターネット上の動画共有サイトに検証を目的としてアップロードされた動画を見た人々によってこのことが話題になり、池袋保健所に問い合わせが殺到した。店舗スタッフへの取材内容とともに「やらせ」を指摘する記事を掲載したメディア[1]の情報で、インターネットでは炎上状態となった。
- その後、6月2日に日本テレビ総合広報部は「やらせではない」と否定した。焼肉店運営会社は「6月1日に池袋保健所に業務改善書を提出し、今後は専用のたたき台を設置する」と床で肉を叩いていたこと、一部メディアに対して虚偽の証言をしたことを認めた。

## その他
- 2010年12月21日に行われた市川團十郎の記者会見で、市川海老蔵について番組内で徳光が詠んだ一句を用いて「奈落から 海老蔵ならば せり上がれ、その声が多くなった時が彼の復帰の時だと、今から予見していません」と発言[2]。
- 第18回ボウリングマスメディア大賞テレビ部門賞を受賞。2010年10月にご長寿ボウラーを特集し、ボウリングのイメージアップに貢献したとして受賞となった。授賞式には、佐藤が参加し、徳光が詠んだ「わがBOWL ころがる先の 杖となり」を披露した。